# Митридат III
Митридат III (греч. Mιθριδάτης) — царь Понта, правивший ок. 220 до н. э. — ок. 190 до н. э.
Об этом правителе почти ничего не известно. Однако историки считают Митридата III реально существовавшим царем, так как было шесть царей с именем Митридат. Его старшим сыном и преемником был Фарнак I.

## Семья
Селевкидская принцесса Лаодика родила Митридату III троих детей: Митридата IV, Фарнака I и Лаодику.